# 隆頭鸚哥魚
隆頭鸚哥魚，又名駝峰大鸚嘴魚，俗名鸚哥，為輻鰭魚綱鱸形目隆頭魚亞目鸚哥魚科的其中一種。

## 分布
本魚分布於印度太平洋區，包括紅海、東非、馬爾地夫、斯里蘭卡、印度、日本八重山群島、台灣、菲律賓、印尼、澳洲大堡礁、密克羅尼西亞、馬里亞納群島、馬紹爾群島、美屬薩摩亞、索羅門群島等海域。

## 深度
水深0至40公尺。

## 特徵
本魚體延長而略側扁。頭部輪廓為垂直角度與齒板間外面的表面具顆粒狀的突起。後鼻孔明顯的大於前鼻孔。本魚約20公分左右時，頭部前額即向前突出了。開始型的雌魚體灰黑部有白色斑點，終端型雄魚全身為藍綠色，頭部的前緣時常是淡綠色到粉紅色。幼魚尾鰭為圓形尾，成魚的尾鰭上、下葉延長呈雙凹型尾。背鰭硬棘9枚、背鰭軟條10枚、臀鰭硬棘3枚、臀鰭軟條9枚。體長可達130公分。

## 生態
本魚稚魚出現在水淺的潟湖，成魚喜群游於礁灣或珊瑚礁外的海域。以啃食活珊瑚及藻類為主食。牠們啃食珊瑚的咬嚼聲，潛水的人在相當遠的距離即可聽到，性機警有整群一起睡的習性，為潛水鏢魚者有機可趁。
隆頭鸚哥已納入第二級保育類，若違法捕撈，可處6個月以上、5年以下有期徒刑，最高併科150萬元罰鍰。